# Peter Breck
Peter Breck (13 de marzo de 1929 - 6 de febrero de 2012) fue un actor estadounidense.

## Carrera
Nacido en Rochester (Nueva York), EUA. Después de prestar servicio en la Marina de los EE.UU, estudió teatro en la Universidad de Houston y debutó en una película producida por Bert Freed, The Beatniks. Además de actuar en teatro, Breck ha tenido varios papeles como estrella invitada en varias series populares, como Sea Hunt, apareciendo en varios episodios de Caravana, Have Gun – Will Travel, Perry Mason y Gunsmoke. En 1958 protagoniza el western para televisión Black Saddle.

## The Big Valley
De 1965 a 1969, Breck protagonizó la serie de la ABC The Big Valley (Valle de pasiones), en el rol de Nick Barkley, capataz del rancho, e hijo del personaje interpretado por Barbara Stanwyck Victoria Barkley. Segundo de cuatro hijos, Nick era el hermano impulsivo, de mal genio. Siempre buscando pelea y con frecuencia usaba guantes de cuero, también protagonizaban la serie Lee Majors como Heath Barkley, Linda Evans como Audra Barkley, y Richard Long como Jarrod Barkley.
Tras la cancelación de The Big Valley, la mayoría de sus papeles en los años 1970 y 1980 fueron actuaciones como invitado en series como Alias Smith and Jones, Misión imposible, SWAT, The Six Million Dollar Man (con Lee Majors), The Incredible Hulk, The Dukes of Hazzard, La Isla de la Fantasía o The Fall Guy, entre muchas otras.

## Filmografía
- 1959: Black Saddle, serie de televisión
- 1960: The Beatniks
- 1961: Portrait of a Mobster
- 1962: Red Nightmare
- 1962: Hootenanny Hoot
- 1963: The Crawling Hand
- 1963: Shock Corridor
- 1965: The Glory Guys
- 1965: The Big Valley, serie de televisión
- 1973: A Man for Hanging, telefilm
- 1974: Benji
- 1990: Terminal City Ricochet
- 1991: Highway 61
- 1993: The Unnamable II: The Statement of Randolph Carter
- 1995: Decoy
- 1996: Lulu
- 1999: Enemy Action
- 2004: Jiminy Glick in Lalawood